# Antonio Romero y Andía
Pour les articles homonymes, voir Romero et Andia.
Romero y Andía est un nom espagnol. Le premier nom de famille, en général paternel, est Romero ; le second, en général maternel, souvent omis, est Andía.
Antonio María Mamerto Romero y Andía (né le 11 mai 1815 à Madrid, mort le 7 octobre 1886 à Madrid) est un clarinettiste, éditeur et marchand de musique espagnol. Il est à l'origine d'une approche pédagogique qui sera suivie par des figures importantes du monde de la clarinette en Espagne comme Miguel Yuste, et son élève le plus avancé Julián Menéndez, tous deux fondateurs de l'école espagnole de clarinette, dont la méthodologie entre travaux et exercices est encore utilisée aujourd'hui dans tous les conservatoires de ce pays.

## Biographie
Antonio Romero y Andía est né le 11 mai 1815 à Madrid et est décédé le 7 octobre 1886 dans la même ville. Il était le fils légitime de Juan Romero, originaire de Peracense, et de María Andía, originaire de Madrid. Il a été baptisé le 12 dans l'église de San Martín (Madrid) (es). Le père d'Antonio, Juan Romero y Zarzoso, a participé à la défense de la patrie, puis aux batailles contre les troupes de Napoléon Ier. Il meurt en 1818 des suites de blessures subies pendant la campagne, laissant derrière lui un fils (Antonio, 3 ans) et une fille (Martina, 7 ans), seuls descendants survivants du couple, qui avait un fils aîné également appelé Antonio, décédé à l'âge de quatorze ans, six ans avant la mort de son père.
À l'âge de dix ans, il commence son éducation musicale. Les options pour l'éducation musicale en Espagne dans le premier quart du siècle étaient soit ecclésiastiques, soit militaires. Les deux institutions (ecclésiastique et militaire) offraient deux possibilités d'étudier la musique. Il y avait deux autres moyens d'éducation musicale : les leçons privées et le Conservatoire. Romero n'a pas pu accéder au premier en raison du manque de ressources économiques, et le second n'arrivera qu'en 1831. Le fait d'être un orphelin militaire, ainsi que l'amour de la musique de sa mère, ont fait qu'il a opté pour l'armée afin de garantir à l'enfant une éducation musicale.
Le système était basé sur des capacités purement rétentives, manquant d'analyse et d'autonomie pour étudier une leçon sans l'aide d'un guide. Cette façon d'enseigner la musique était très répandue en Espagne à cette époque car les méthodes en circulation étaient très peu nombreuses et ceux qui se consacraient à la musique n'avaient pas les ressources nécessaires pour les acquérir, comme c'était le cas de Romero.
En raison de la mutation de son professeur à un autre poste, Romero doit chercher de nouveaux moyens de poursuivre son enseignement, et c'est alors qu'il rencontre Antonio Píriz, qui, surpris par ses talents, lui propose de lui enseigner gratuitement. Peu après, voyant ses énormes progrès en solfège, son professeur lui fait découvrir la clarinette à 11 ans. À l'âge de 14 ans, il se présente devant le public à Madrid et, grâce à sa grande maîtrise de l'instrument, il devient célèbre comme enfant prodige (favorisé en même temps par sa petite taille).
Il commence à jouer dans les compagnies théâtrales des environs de Madrid et obtient dès 1829 rapidement une place de clarinettiste dans des formations tant militaires que civiles : 5e régiment léger, régiment d'artillerie de la garde royale, orchestre de théâtre à Valladolid, directeur musical de l'orchestre d'un cirque équestre, puis dans les années 1840 première clarinette de la chapelle de Sa Majesté...
Entre 1849 et 1876, il devient professeur de clarinette et de hautbois au conservatoire de Madrid. 
En 1854, il ouvre un magasin d'instruments et de musique imprimée. En 1856, il fonde sa propre maison d'édition, à laquelle il ajoute la fabrication d'instruments en 1870 et une salle de concert en 1884, appelée le Salón Romero.
À l'âge de 26 ans, il rencontre Hilarión Eslava qui, plutôt que de lui donner l'idée de rejoindre le monde de la composition musicale, lui fait prendre conscience de l'importance d'utiliser ses connaissances pour développer une œuvre à des fins pédagogiques, visant à changer le cours de l'esthétique musicale dominante en Espagne par le biais d'un changement dans l'éducation musicale. Les signes de cette influence sont visibles dans la première méthode que Romero commence à développer avec le maestro, qui deviendra la base de l' Instrucción musical completa española, qu'il publiera à partir de 1856. C'est à partir de ce moment qu'il commence à publier une série de méthodes d'apprentissage des instruments de musique, dont la plus célèbre et la plus remarquable est la méthode complète de clarinette (Método completo de clarinete).
Il invente des améliorations de la clarinette qu'il propose à divers facteurs d'instruments parisiens et finalement ce sera Paul Bié qui les réalise; puis son successeur André Thibouville présente en 1867 une clarinette système Romero à l'exposition universelle ,.

## Éditeur et producteur de musique
Romero a publié une série de revues philharmoniques et organisé des concerts, notamment depuis la fondation du Salón Romero (1884-1896), considéré pendant de nombreuses années comme la principale salle de concert de Madrid, qui a accueilli des événements tels que des récitals du pianiste espagnol Isaac Albéniz (1886), dont il a publié les premières œuvres.

## Œuvres et écrits (sélection )
- Fantasía sobre motivos de Lucrecia Borgia de Donizetti, (1836)[3]
- Método Completo de Clarinete, pour clarinette à 13 clefs et système Boehm (Madrid: Antonio Romero, 1845) (2nde édition, ca.1856)
- Instrucción musical completa española, (1856)
- Primer solo original para clarinete y piano, (1856)[4]
- Instrucción y ejercicio para el Clarinete
- Esplicacion y ejercicios practicos para el clarinete sistema Romero ou Tablature générale de la clarinette système Romero, (Paris: Bié, 1868) [5]
- Tabla del Clarinete de trece llaves
- Tabla general del Clarinete
- Método de solfeo
- Método para afinar el Piano

## Distinctions
- Chevalier grand croix de l' Orden Civil de María Victoria (es)[6].
- Commandeur de l'Ordre de Charles III d'Espagne.
- Chevalier de l'Ordre d'Isabelle la Catholique.
- Chevalier de l'Ordre du Christ (Portugal).